# Sant'Omobono Terme
Sant'Omobono Terme är en ort och kommun i provinsen Bergamo i regionen Lombardiet i Italien. Kommunen hade 3 891 invånare (2018).
Den tidigare kommunen Valsecca gick den 4 februari 2014 samman med Sant'Omobono Terme.